# Sigmoïdoscopie

Een sigmoïdoscopie of sigmoïdscopie is een endoscopisch onderzoek van het sigmoïd, het laatste deel van de karteldarm. Het is een onderzoek dat meestal plaatsvindt op de endoscopieafdeling van een ziekenhuis. Het onderzoek wordt uitgevoerd door een mdl-arts, internist of verpleegkundig endoscopist.

## Voorbereiding
De precieze voorbereiding van een sigmoïdoscopie kan per instelling verschillen, maar in de hoofdlijn komt het met elkaar overeen.
De dag voor het onderzoek dient de patiënt een laxeermiddel in te nemen. De patiënt krijgt ook als advies mee die dag veel water te drinken, zodat de darmen goed gespoeld worden.
Circa 1 à 2 uur voor het onderzoek krijgt de patiënt twee klysma's toegediend, zodat het sigmoïd helemaal schoon is.

## Uitvoering
In de scopiekamer op de endoscopieafdeling waar het onderzoek plaatsvindt, dient de patiënt op de onderzoekstafel te gaan liggen. Vervolgens brengt de arts de endoscoop via de anus het rectum in om zo naar het sigmoïd te kunnen. Tijdens het onderzoek kan de arts eventueel kleine ingrepen verrichten zoals het verwijderen van poliepen. Tijdens het onderzoek krijgt men geen slaapmiddelen toegediend wat bij een coloscopie, een soortgelijk onderzoek van de gehele dikke darm, wel het geval is. Dit is omdat een sigmoïdoscopie amper pijn doet. Tijdens het onderzoek kan het af en toe wel gevoelig zijn voor de patiënt bij het passeren van bochten in het sigmoïd.

## Nazorg
Er is bij dit onderzoek geen nazorg nodig, omdat er geen slaapmiddelen en verdovingen toegediend worden.
artroscopie ·
bronchoscopie ·
colonoscopie ·
cystoscopie ·
ERCP ·
gastroscopie · 
hysteroscopie ·
laparoscopie ·
laryngoscopie ·
oesofagoscopie ·
rectoscopie ·
sigmoïdoscopie ·
thoracoscopie ·
videocapsule-endoscopie